# Championnats du monde de cyclisme sur piste 2003
Navigation
Championnats du monde 2002 Championnats du monde 2004
Les championnats du monde de cyclisme sur piste 2003 se sont déroulés à Stuttgart en Allemagne du 30 juillet au 3 août.
Les championnats du monde devaient initialement avoir lieu à Shenzhen, en Chine, mais ont ensuite été déplacés à Stuttgart au dernier moment en raison de l'épidémie de SRAS en Asie du Sud-Est.

## Pays participants
Ces championnats du monde ont réuni 301 participants venus de 38 pays (nombre d'engagés par pays entre parenthèses).
- Afrique du Sud (2)
- Allemagne (23)
- Argentine (3)
- Australie (19)
- Autriche (3)
- Barbade (1)
- Belgique (3)
- Biélorussie (8)
- Bulgarie (1)
- Canada (6)
- Chine (10)
- Colombie (9)
- Cuba (8)
- Danemark (7)
- Espagne (15)
- États-Unis (10)
- France (17)
- Grande-Bretagne (14)
- Grèce (10)
- Hongrie (1)
- Iran (2)
- Italie (9)
- Japon (11)
- Lettonie (1)
- Lituanie (9)
- Malaisie (1)
- Mexique (5)
- Pays-Bas (19)
- Nouvelle-Zélande (7)
- Pologne (10)
- Russie (29)
- Salvador (1)
- Slovaquie (5)
- Slovénie (1)
- Suisse (4)
- Tchécoslovaquie (10)
- Ukraine (6)
- Venezuela (1)

## Résultats

### Hommes
| Compétition            | Or                                                               | Or             | Argent                                                          | Argent         | Bronze                                                              | Bronze         |
| ---------------------- | ---------------------------------------------------------------- | -------------- | --------------------------------------------------------------- | -------------- | ------------------------------------------------------------------- | -------------- |
| Kilomètre              | Stefan Nimke Allemagne                                           | 1 min 01 s 225 | Shane Kelly Australie                                           | 1 min 01 s 356 | Arnaud Tournant France                                              | 1 min 01 s 644 |
| Keirin                 | Laurent Gané France                                              |                | Jobie Dajka Australie                                           |                | Non-attribué ,                                                      |                |
| Vitesse individuelle   | Laurent Gané France                                              |                | Jobie Dajka Australie                                           |                | René Wolff Allemagne                                                |                |
| Vitesse par équipes    | Carsten Bergemann Jens Fiedler René Wolff Allemagne              |                | Mickaël Bourgain Laurent Gané Arnaud Tournant France            |                | Chris Hoy Craig MacLean Jamie Staff Royaume-Uni                     |                |
| Poursuite individuelle | Bradley Wiggins Royaume-Uni                                      |                | Luke Roberts Australie                                          |                | Sergi Escobar Espagne                                               |                |
| Poursuite par équipes  | Graeme Brown Peter Dawson Brett Lancaster Luke Roberts Australie |                | Rob Hayles Paul Manning Bradley Wiggins Bryan Steel Royaume-Uni |                | Fabien Merciris Jérôme Neuville Franck Perque Fabien Sanchez France |                |
| Américaine             | Bruno Risi Franco Marvulli Suisse                                | 13             | Gregory Henderson Hayden Roulston Nouvelle-Zélande              | 5              | Juan Curuchet Walter Pérez Argentine                                | 5              |
| Course aux points      | Franz Stocher Autriche                                           | 77             | Joan Llaneras Espagne                                           | 74             | Jos Pronk Pays-Bas                                                  | 70             |
| Scratch                | Franco Marvulli Suisse                                           |                | Robert Sassone France                                           |                | Jean-Pierre van Zyl Afrique du Sud                                  |                |

### Femmes
| Compétition            | Or                                     | Or       | Argent                           | Argent   | Bronze                  | Bronze   |
| ---------------------- | -------------------------------------- | -------- | -------------------------------- | -------- | ----------------------- | -------- |
| 500 mètres             | Natallia Tsylinskaya Biélorussie       | 34 s 078 | Nancy Contreras Mexique          | 34 s 516 | Jiang Cuihua Chine      | 34 s 746 |
| Keirin                 | Svetlana Grankovskaya Russie           |          | Anna Meares Australie            |          | Oksana Grichina Russie  |          |
| Vitesse individuelle   | Svetlana Grankovskaya Russie           |          | Natallia Tsylinskaya Biélorussie |          | Nancy Contreras Mexique |          |
| Poursuite individuelle | Leontien Zijlaard-van Moorsel Pays-Bas |          | Katie Mactier Australie          |          | Olga Slyusareva Russie  |          |
| Course aux points      | Olga Slyusareva Russie                 | 27       | Edita Kubelskienė Lituanie       | 19       | Yoanka González Cuba    | 16       |
| Scratch                | Olga Slyusareva Russie                 |          | Rochelle Gilmore Australie       |          | Adrie Visser Pays-Bas   |          |

## Tableau des médailles
| Rang | Nation           | Or | Argent | Bronze | Total |
| ---- | ---------------- | -- | ------ | ------ | ----- |
| 1    | Russie           | 4  |        | 2      | 6     |
| 2    | France           | 2  | 2      | 2      | 6     |
| 3    | Allemagne        | 2  | 0      | 1      | 3     |
| 4    | Suisse           | 2  |        |        | 2     |
| 5    | Australie        | 1  | 7      |        | 8     |
| 6    | Royaume-Uni      | 1  | 1      | 1      | 3     |
| 7    | Biélorussie      | 1  | 1      |        | 2     |
| 8    | Pays-Bas         | 1  |        | 2      | 3     |
| 9    | Autriche         | 1  |        |        | 1     |
| 10   | Espagne          |    | 1      | 1      | 2     |
| 10   | Mexique          |    | 1      | 1      | 2     |
| 12   | Lituanie         |    | 1      |        | 1     |
| 12   | Nouvelle-Zélande |    | 1      |        | 1     |
| 14   | Argentine        |    |        | 1      | 1     |
| 14   | Chine            |    |        | 1      | 1     |
| 14   | Cuba             |    |        | 1      | 1     |
| 14   | Afrique du Sud   |    |        | 1      | 1     |

## Sources
- (en) Résultats complets des championnats du monde sur le site Cyclingnews.com